# Соломенніков Олександр Андрійович
Олександр Соломенніков — український боксер-професіонал який виступає в напівлегкій ваговій категорії.